# Abbaye de Bouillas
L’abbaye de Bouillas est une ancienne abbaye cistercienne du département du Gers, sur la commune de Pauilhac, entre Lectoure et Fleurance.

## Histoire
En 1125, le seigneur de Pauilhac, Hardouin de Bouillas, donne aux cisterciens de l’Escaladieu une parcelle de la forêt de Porteglands (Portaglonium), partie de la vaste forêt du Ramier aujourd’hui presque entièrement disparue. La construction de l'abbaye, dédiée à Notre-Dame, entre le Gers et son affluent la Lauze,  est achevée vers 1150. Elle connait une rapide prospérité qui se maintient jusqu’aux guerres de Religion. L’abbaye de Bouillas, avec Eustache de Beaumarchès, est à l’origine de la création de la bastide de Fleurance, en 1272. Elle fait partie avec celle de Flaran des deux grandes abbayes cisterciennes de Gascogne.
En 1557, l’abbaye tombe sous la commende de l’abbé Gaillard de Galard. Dix ans plus tard, en 1567, elle est ravagée par les Protestants. L'abbaye est par la suite restaurée et entretenue jusqu’à la Révolution française, où elle est vendue comme bien national. Le domaine (très grande maison d’habitation, jardins, potagers, vergers, 6 métairies, moulin à vent, forge, tuilerie…) est acheté par Paulin d’Abadie, qui le revend en 1800 à Jean Lannes, maréchal d’Empire, pour 156 000 francs. 
L’abbaye est détruite en 1828, à l’exception de rares vestiges qui ont subsisté jusqu’à nos jours. L’église Saint-Orens, appartenant aussi à l’abbaye, est l’église paroissiale de Pauilhac.
La commune voisine de Sainte-Radegonde possède un calice et une patène provenant de l’abbaye de Bouillas, offerts à l’abbaye par le comte de Fimarcon en 1710. Un autel et un retable furent sauvés des flammes à la Révolution et furent transportés à Lectoure.